# Ar-Ra'd
Ar-Ra'd "O Trovão" (Em árabe: سورة الرعد) é a décima terceira sura do Alcorão com 43 ayats. É classificada como uma sura de Meca.